# Szczygliczka
Szczygliczka (niem. Stieglitzka) – część Ostrowa Wielkopolskiego obejmująca tereny przy jego północnej granicy.

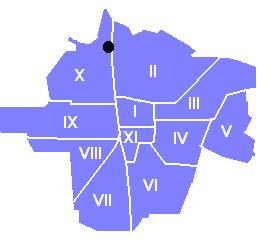
Lokalizacja Szczygliczki

Teren ten w początkach XX wieku przynależał do majątku Karski. Znajdował się tam, przy drodze do Poznania, gościniec Lipskich "Szczygliczka" (spłonął w latach 90.) i kąpielisko. W końcu XIX wieku liczyła 2 mieszkańców. W roku 1979 przyłączono ją do Ostrowa.
Przez Szczygliczkę przebiega szlak turystyczny:
- rowerowy: Piaski - Nowy Staw - Szczygliczka - Raszków

Stanowi zachodnią część Piasków-Szczygliczki, ale straciła swoje dawne znaczenie jako miejsca wypoczynku.